# Collection de peintures du musée des Beaux-Arts de Lyon

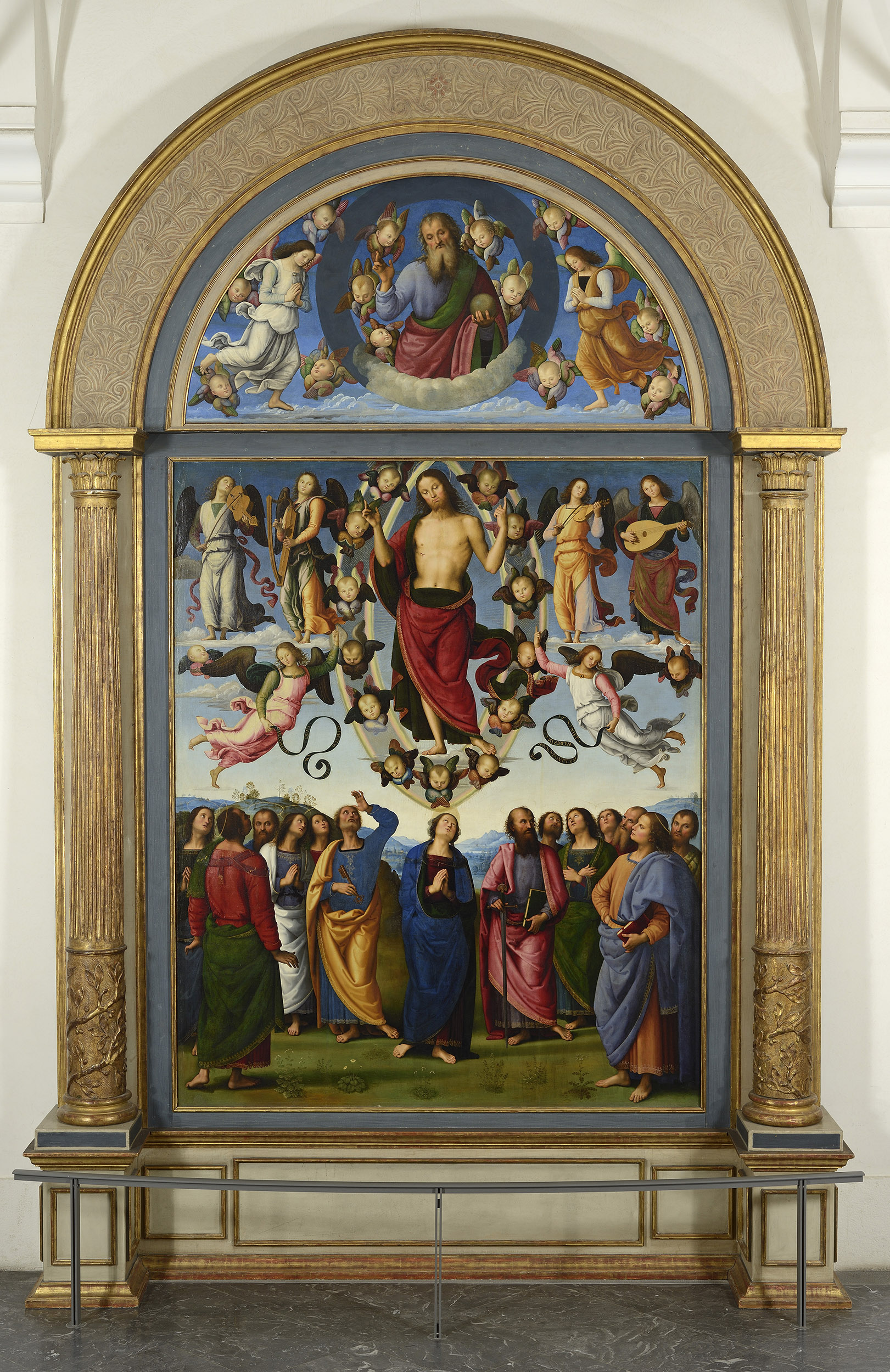
L’Ascension du Christ avec la partie supérieure cintrée de la cimaise, panneau central du polyptyque de San Pietro du Pérugin, huile sur bois transposée sur toile, 1495-1498.

Vierge à l'Enfant entourée d'anges de Quentin Metsys, panneau central du triptyque, vers 1509.

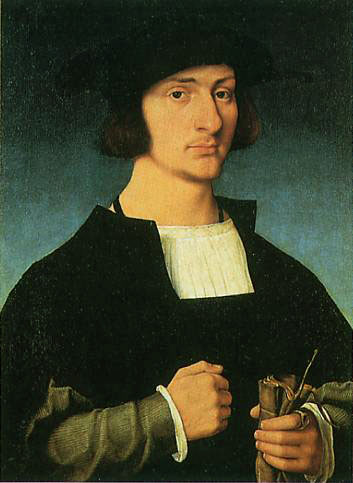
Portrait d'un jeune homme de Joos van Cleve, huile sur bois, vers 1520.

Portrait d'une noble dame saxonne de Lucas Cranach l'Ancien, huile sur bois, 1534.

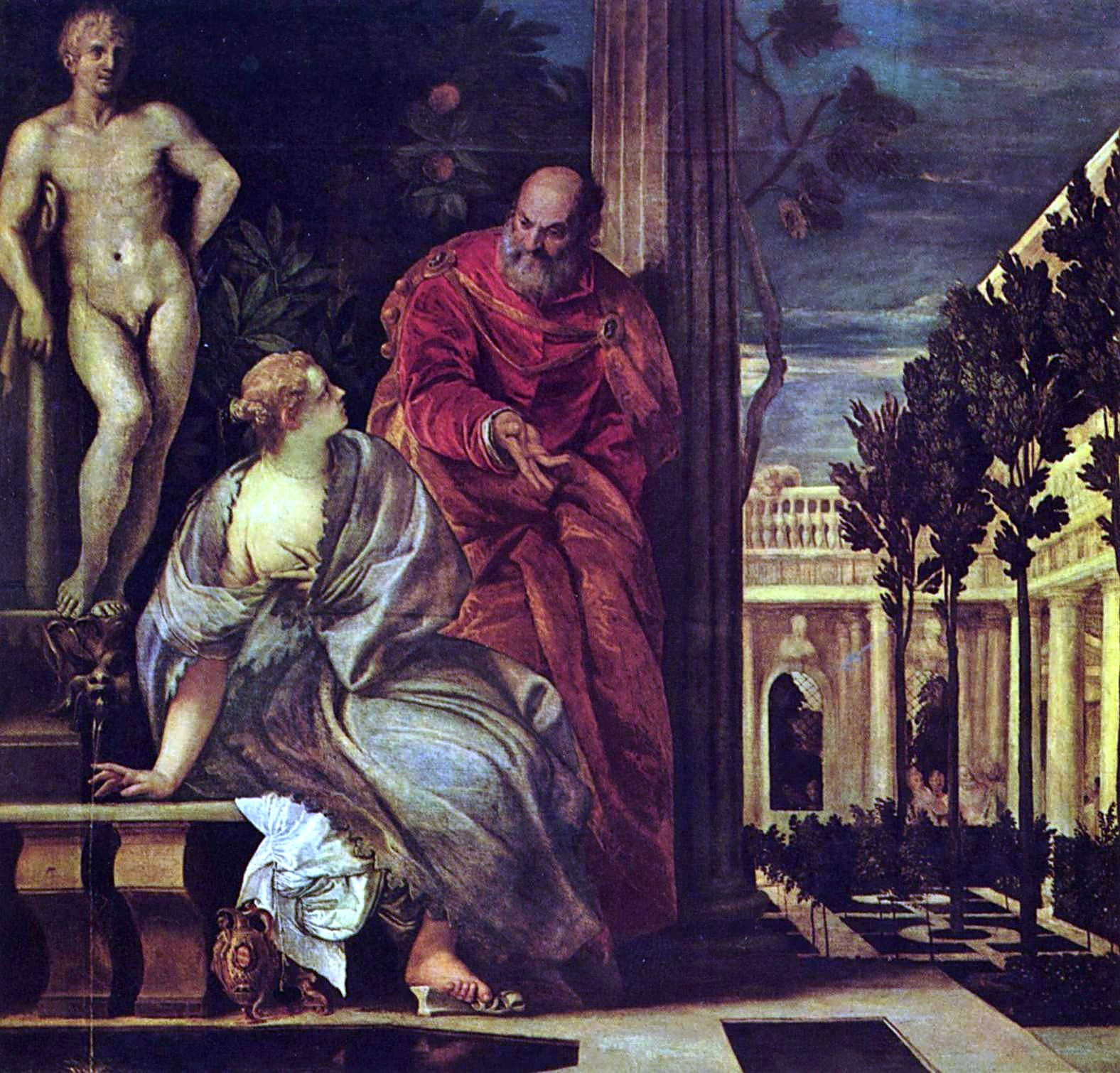
Bethsabée au bain de Paul Véronèse, huile sur toile, vers 1580.

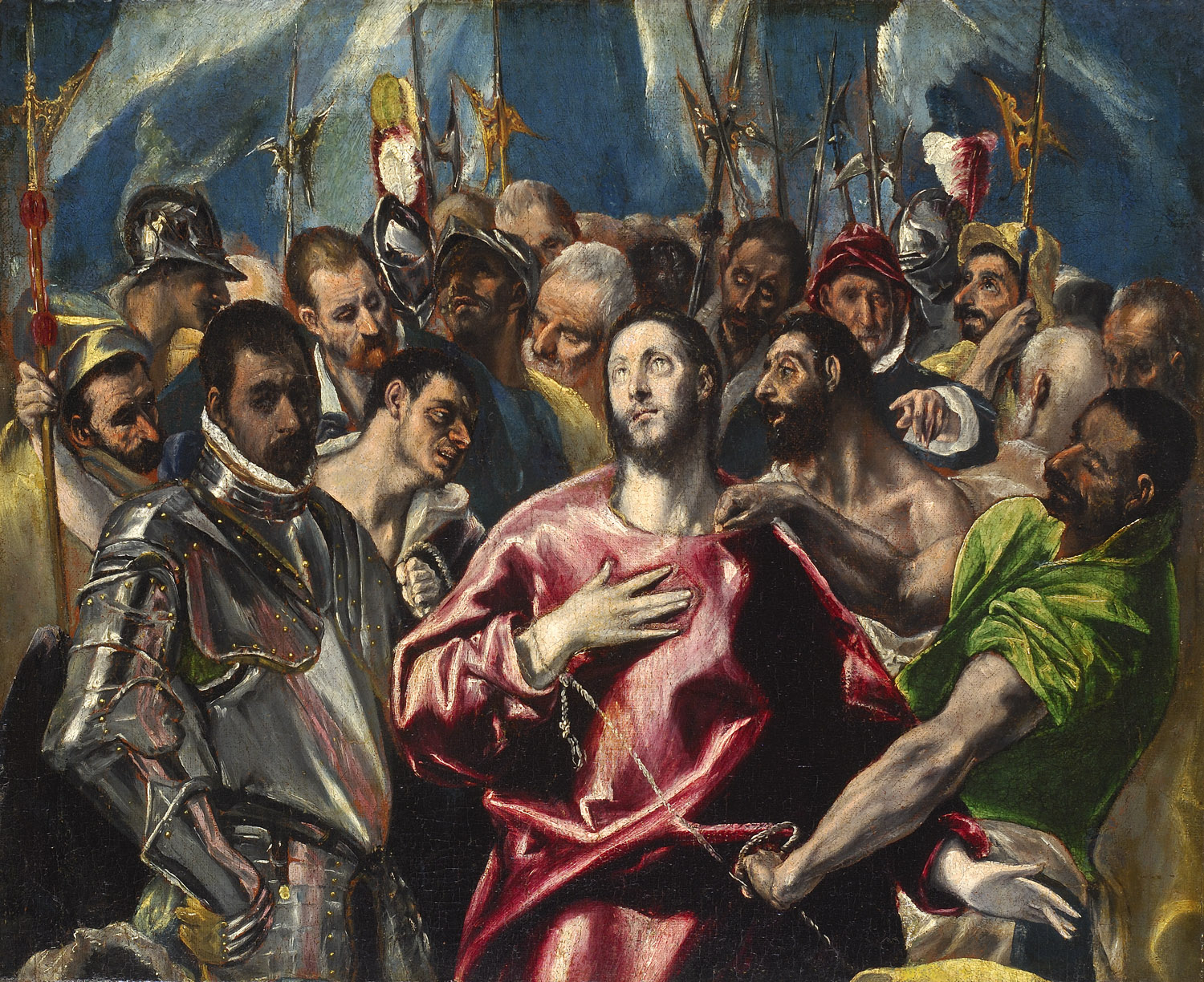
Le Partage de la tunique du Christ du Greco, huile sur toile, 47 × 58 cm, 1581-1586.

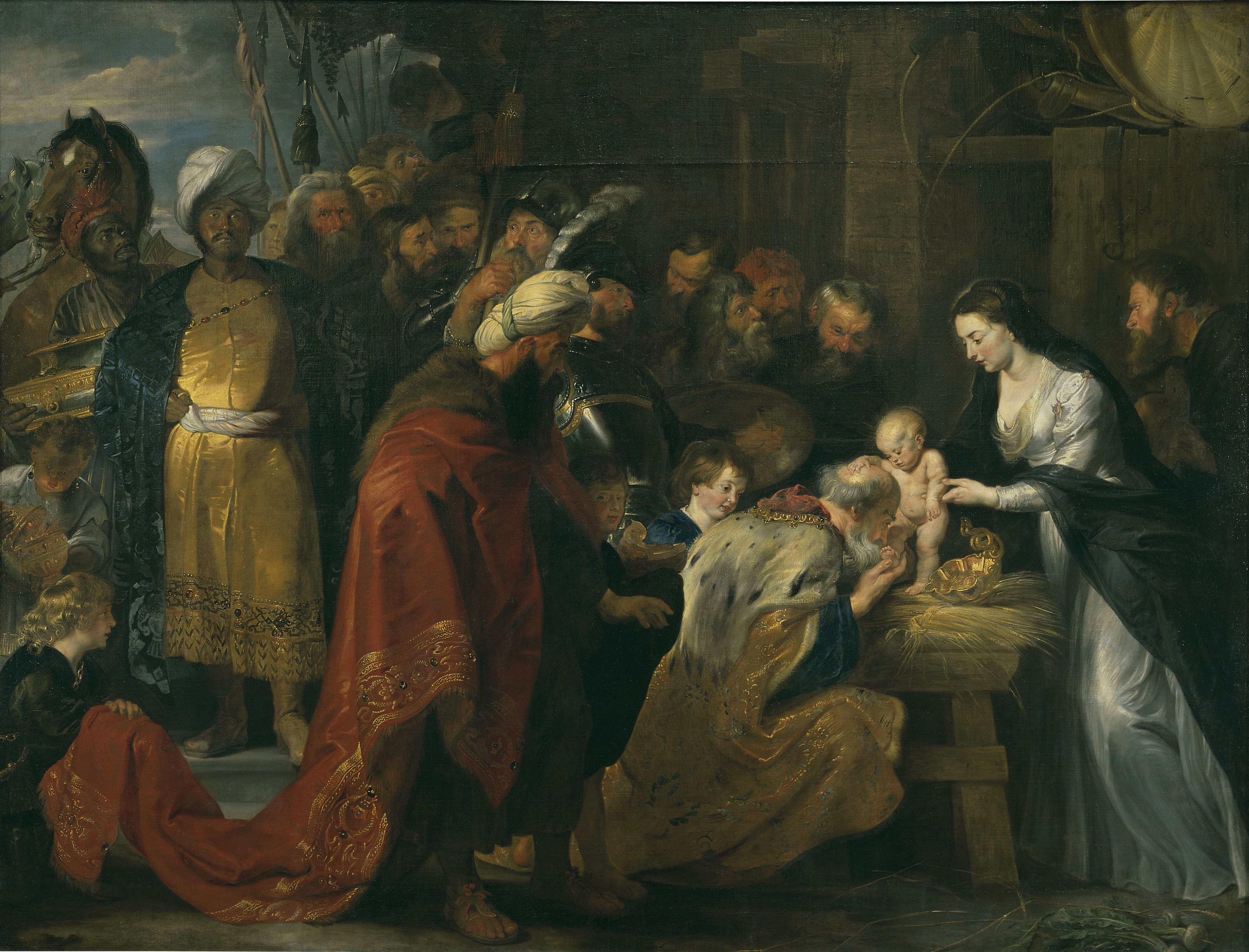
L'Adoration des mages de Pierre Paul Rubens, huile sur toile, vers 1617-1618.

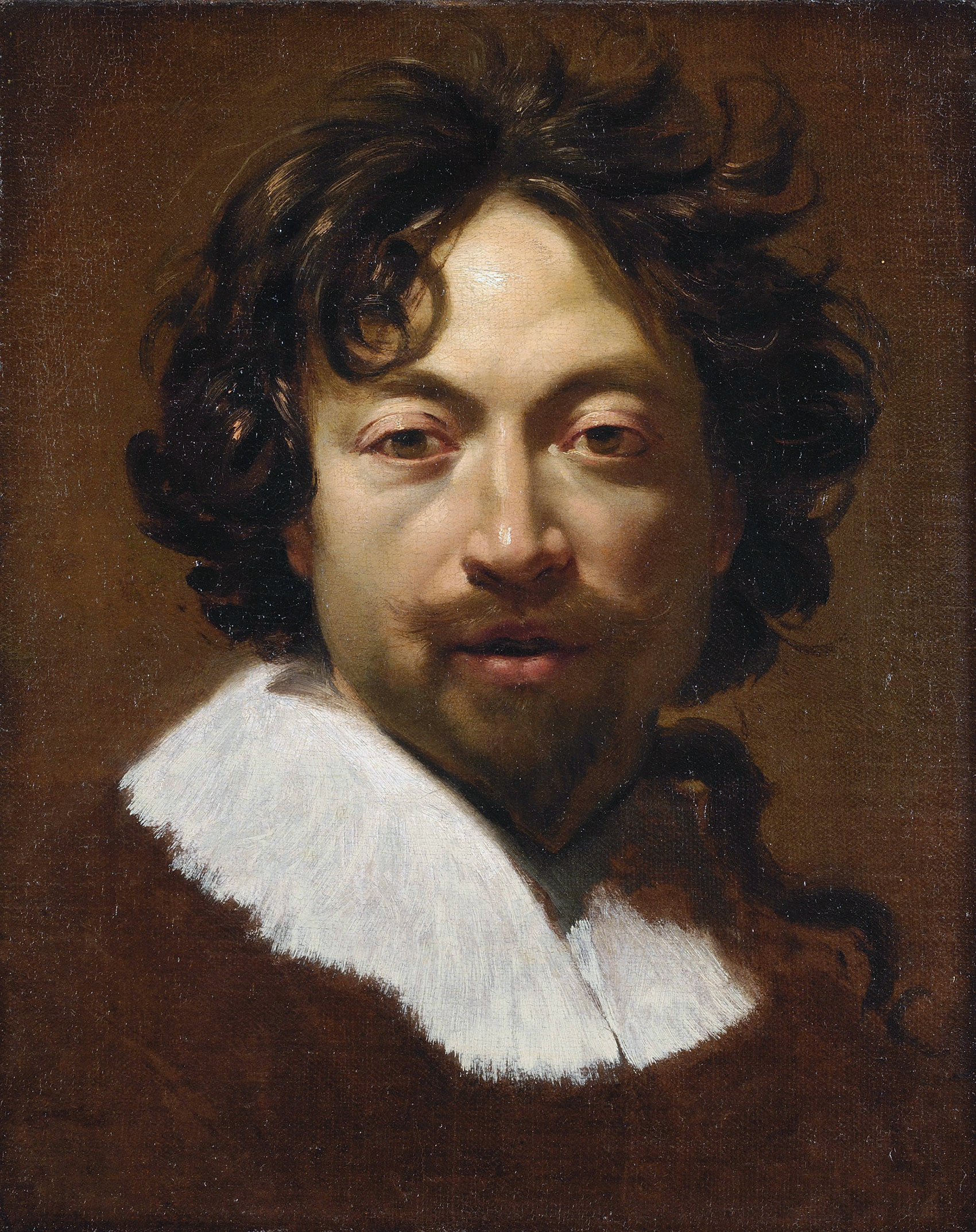
Autoportrait de Simon Vouet, huile sur toile.

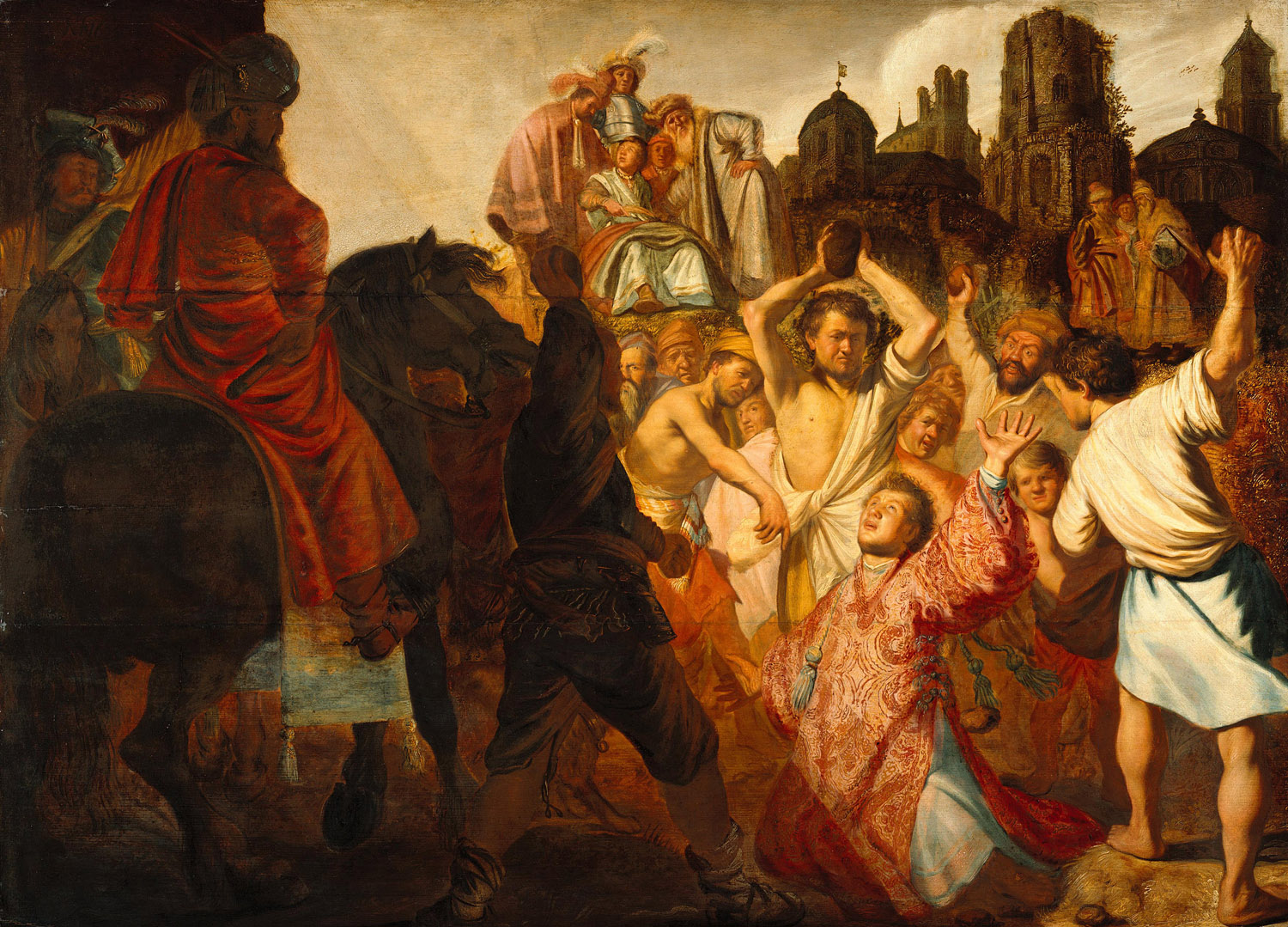
La Lapidation de saint Étienne de Rembrandt, huile sur toile.

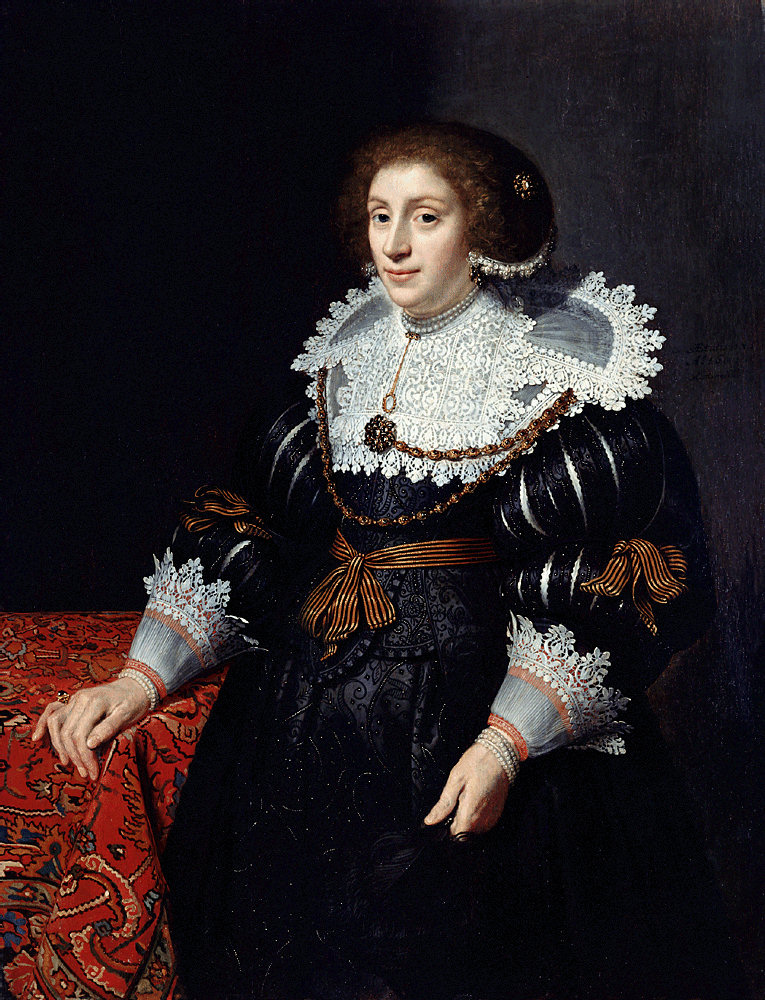
Portrait de femme de Michiel Jansz. van Mierevelt, huile sur bois, 1625.

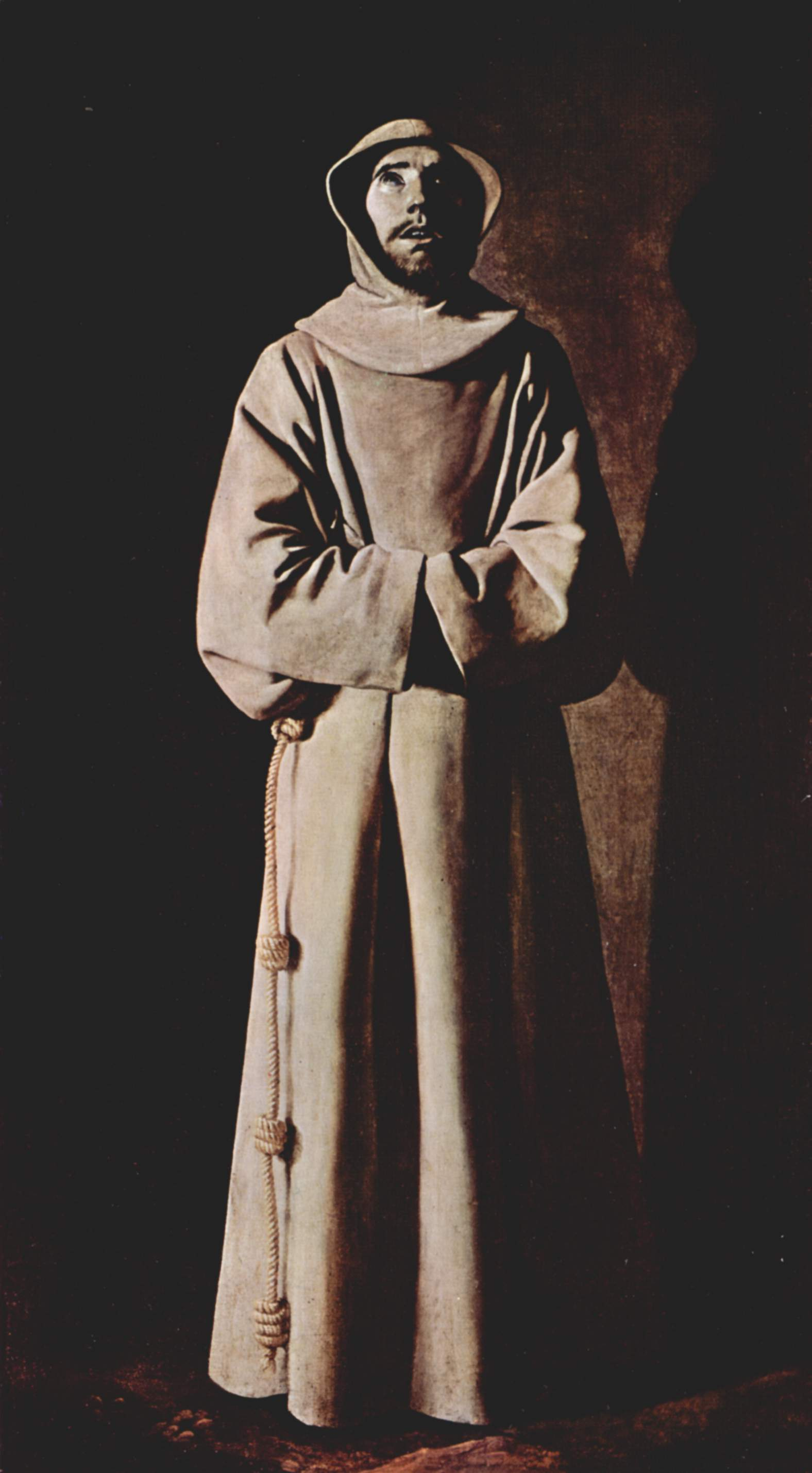
Saint François d'Assise de Francisco de Zurbarán, huile sur toile, 1645

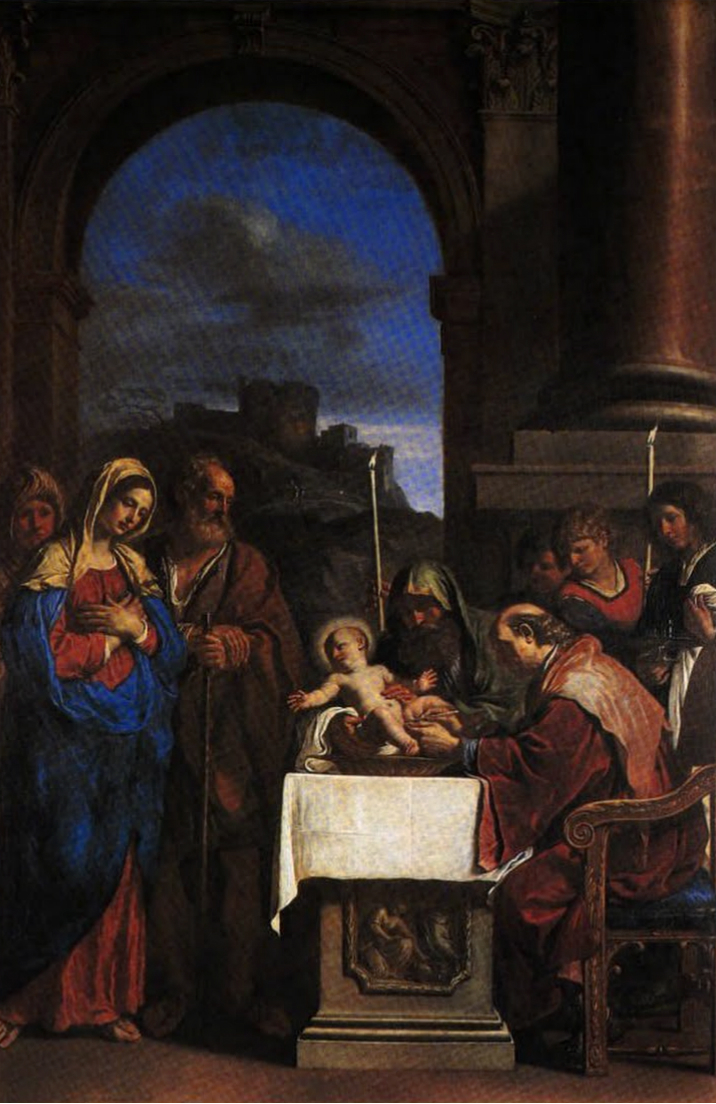
La Circoncision du Guerchin, huile sur toile, 1646.

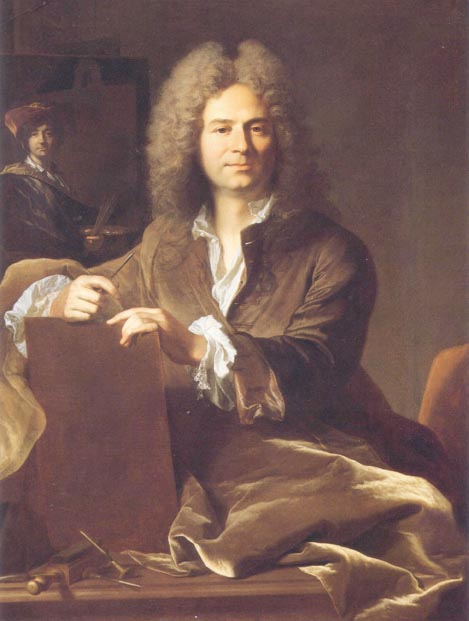
Portrait du graveur Pierre Drevet de Hyacinthe Rigaud, huile sur toile, 1700.

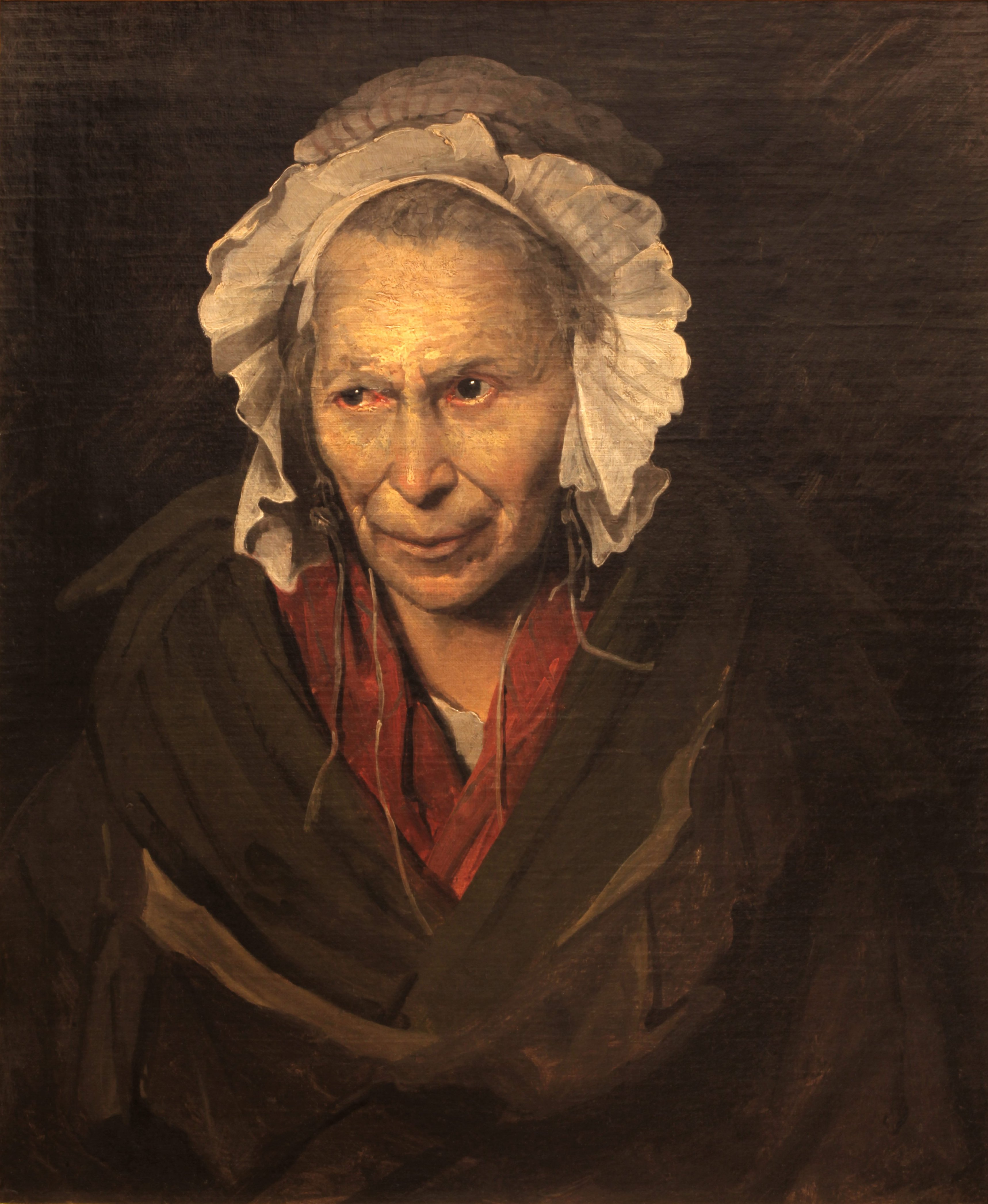
La Monomane de l'envie ou La Hyène de la Salpêtrière de Théodore Géricault, huile sur toile, 1822.

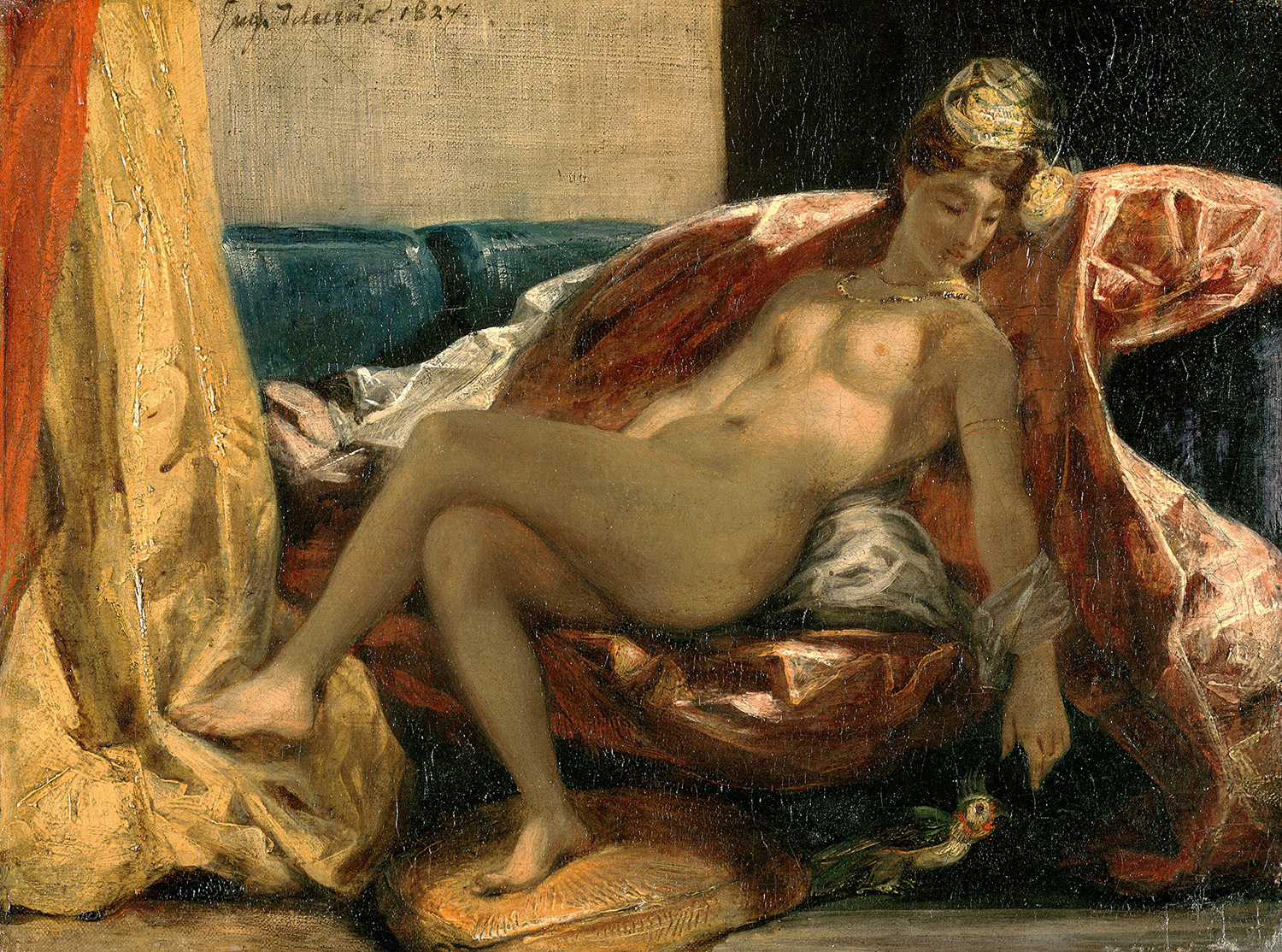
Femme caressant un perroquet d'Eugène Delacroix, huile sur toile, 1827.

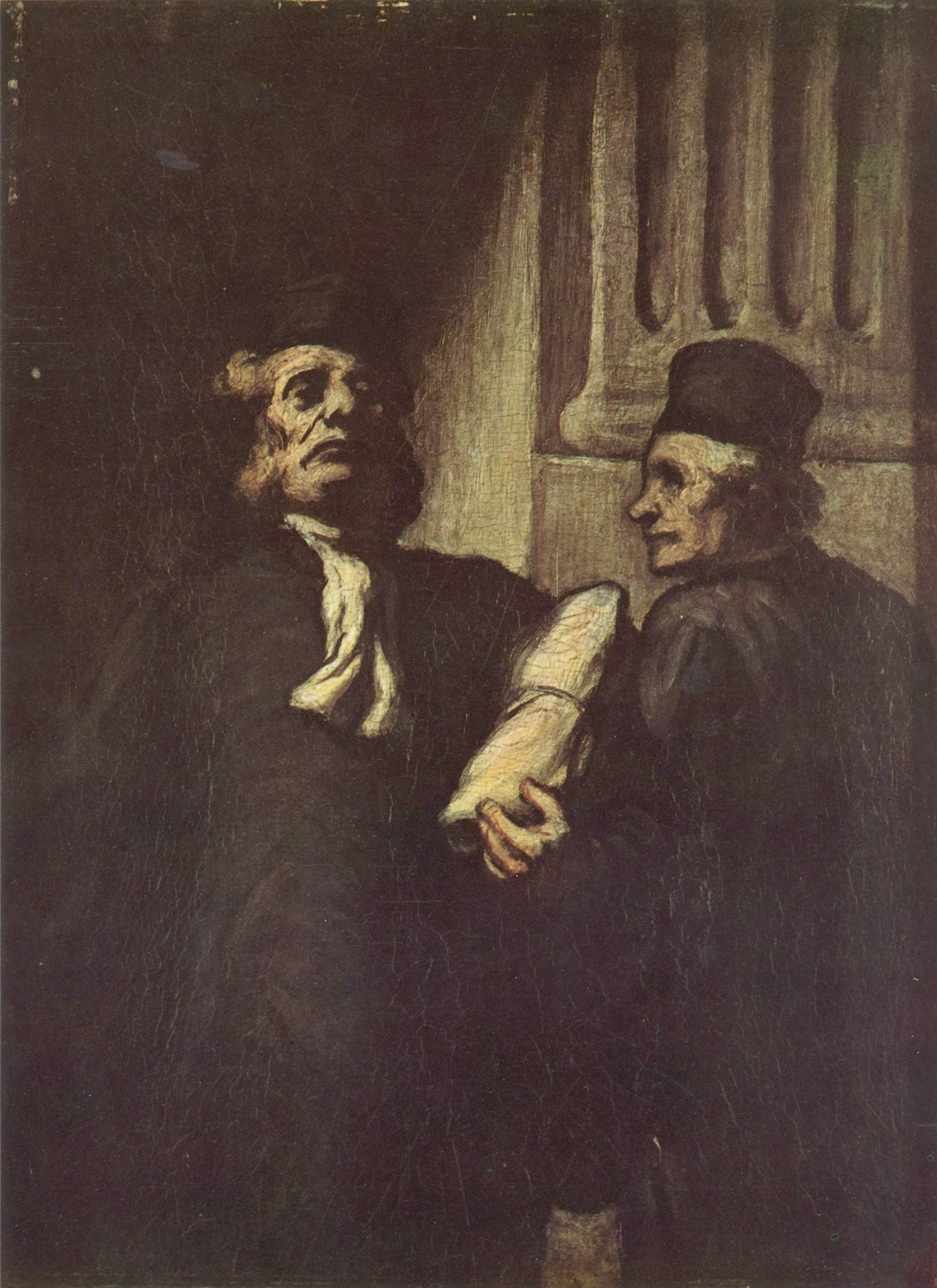
Deux Avocats d'Honoré Daumier, huile sur bois.

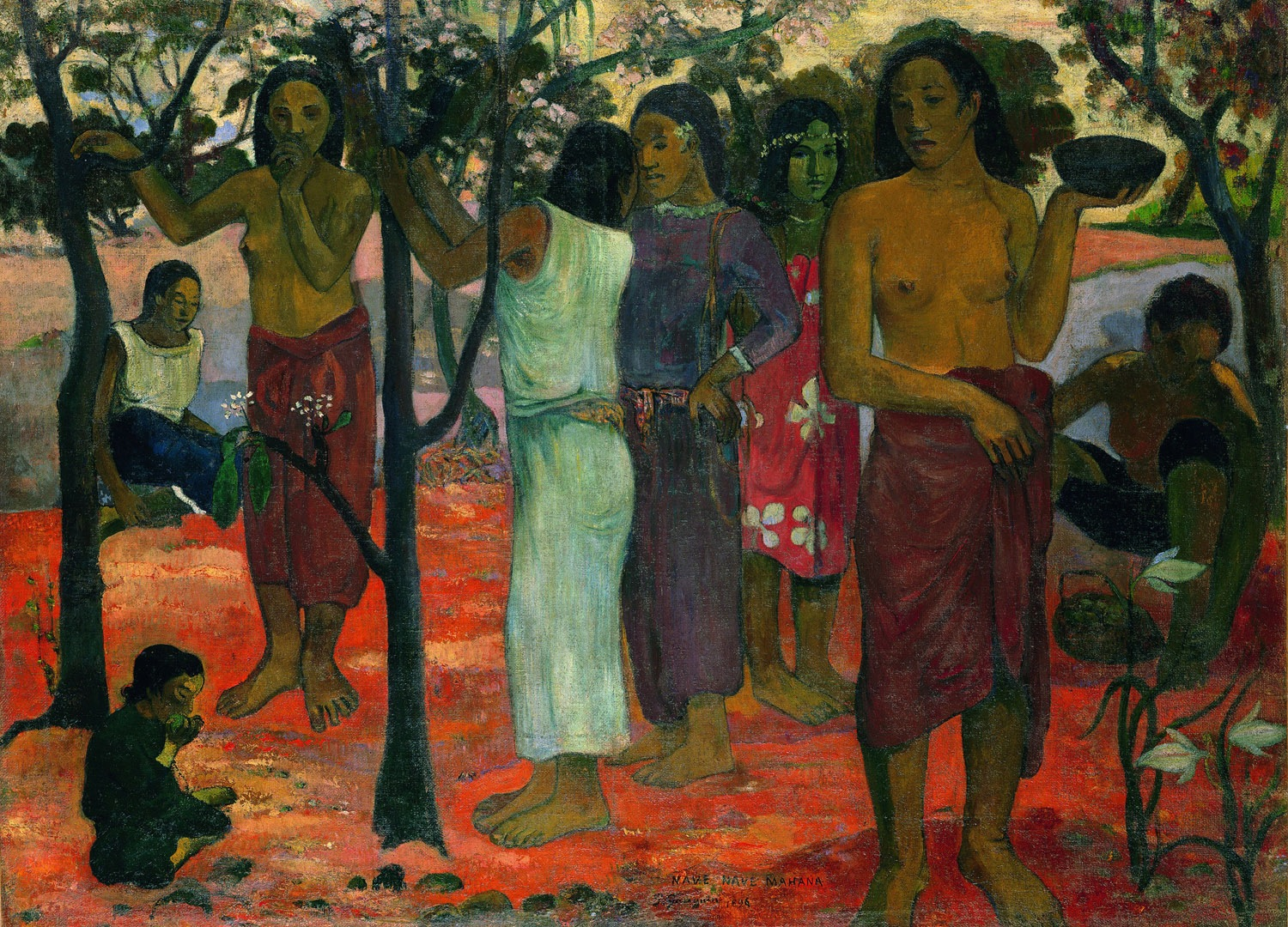
Nave Nave Mahana de Paul Gauguin, huile sur toile, 1896.

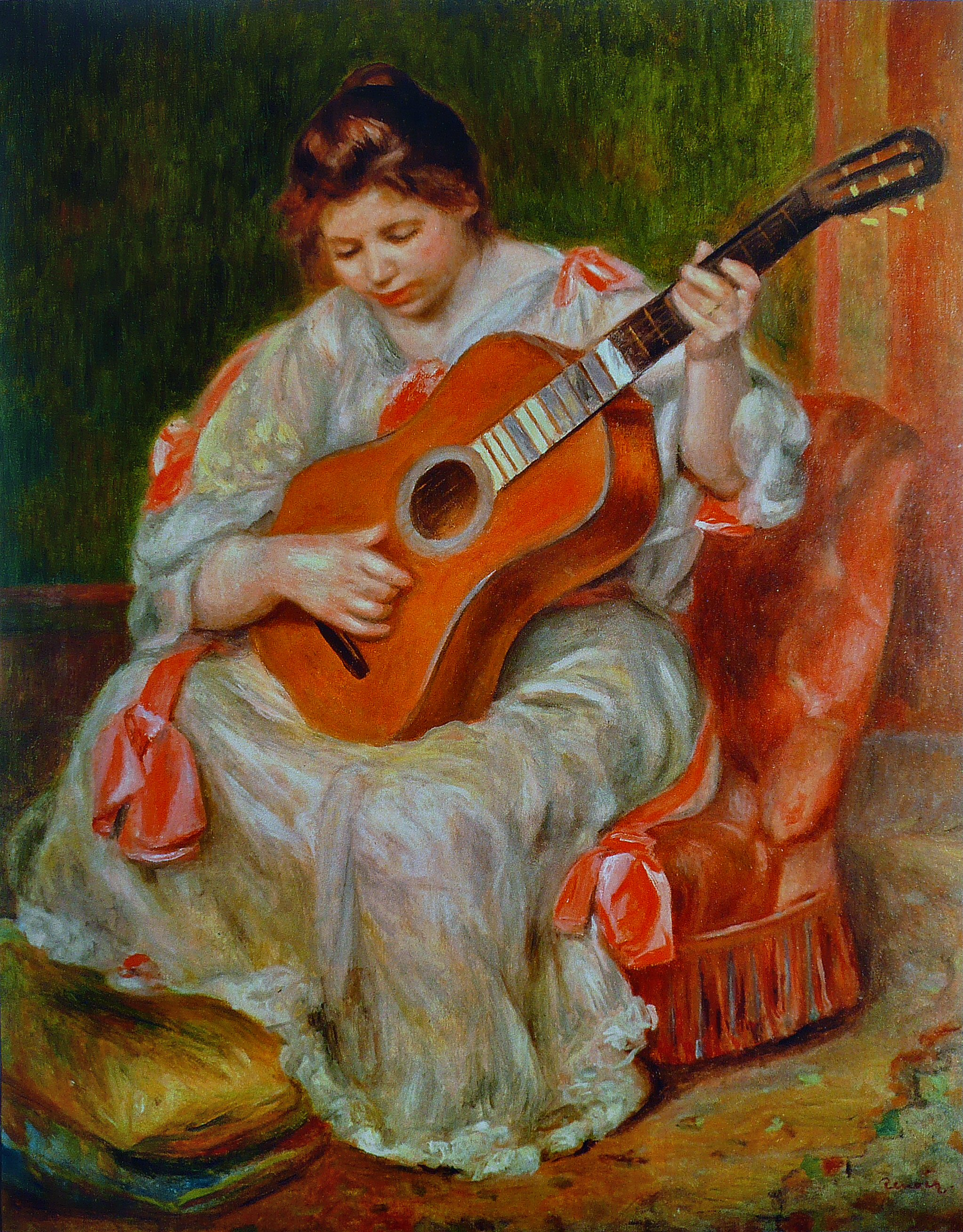
Femme jouant de la guitare d'Auguste Renoir, huile sur toile, 1896-1897.

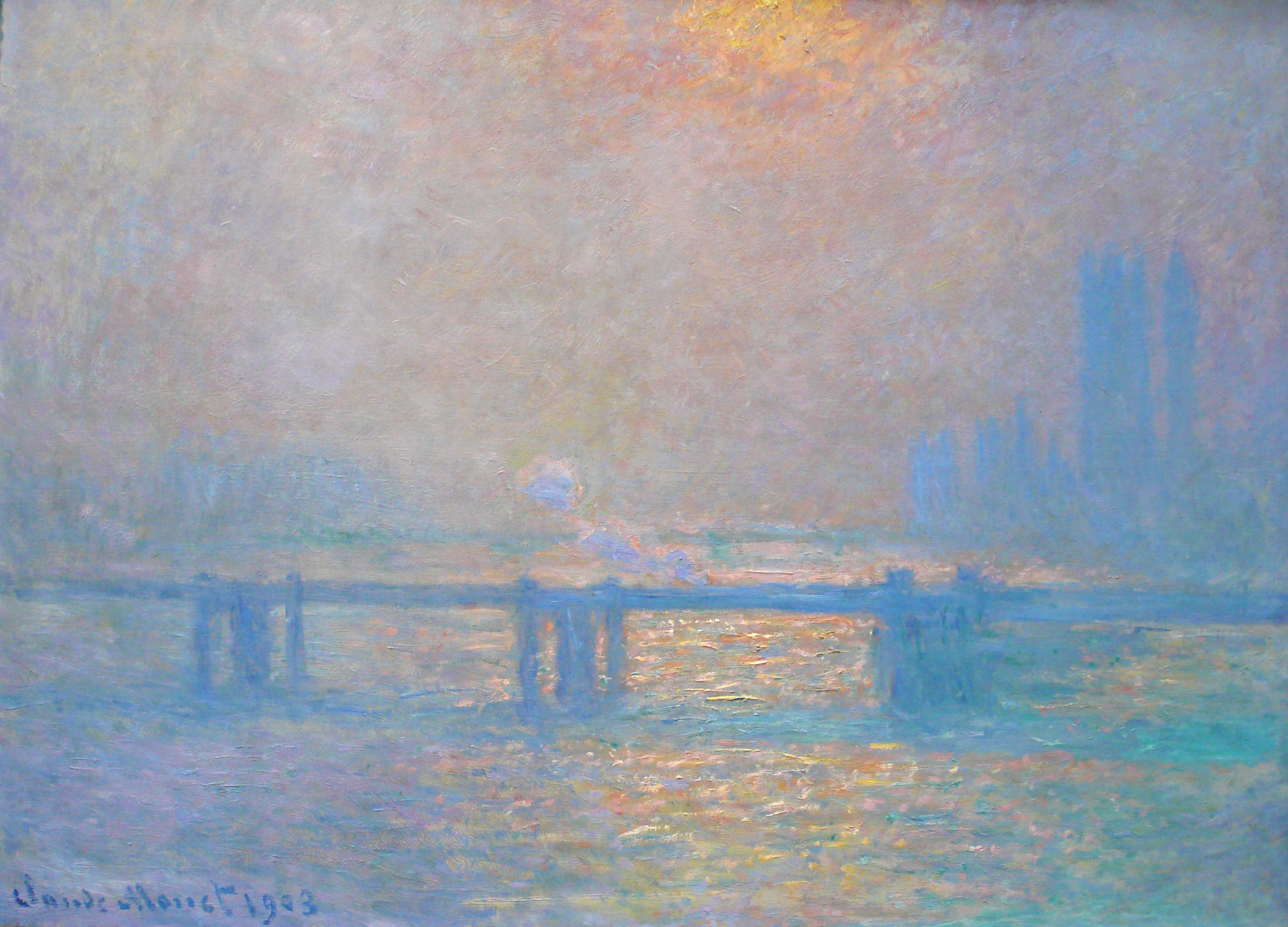
La Tamise à Charing-Cross de Claude Monet, huile sur toile, 1903.

Cet article répertorie les peintres majeurs et le nombre de leurs peintures faisant partie de la collection de peintures du musée des Beaux-Arts de Lyon, qui est exposée dans les trente-cinq salles du département des peintures du musée (les peintures seulement « attribuées » aux peintres sont exclues de cette liste). Plus de sept cents peintures, sur les près de deux mille que possède le musée, sont exposées en permanence. Répondant à la visée encyclopédique du musée des Beaux-Arts de Lyon, ces peintures couvrent une large période allant du XIVe siècle à nos jours et illustrent la plupart des courants picturaux européens, offrant un bon panorama de la peinture en Europe à travers les âges. Les artistes sont regroupés par écoles ou nationalités.

## Collection
Le musée possède l'une des plus belles collections de peintures du XIXe siècle parmi les musées français. En effet, dès sa conception, la volonté des directeurs et des personnalités qui soutenaient le musée est de s'ouvrir à la création de leur époque par l'acquisition régulière d'œuvres d'artistes surtout locaux, mais également nationaux.

### Peinture italienne
- L'Albane : 2 peintures
- Filippo d'Angeli : 1 peinture
- Biagio di Antonio Tucci : 1 peinture
- Sisto Badalocchio : 1 peinture
- Marco Basaiti : 1 peinture
- Francesco Bassano le Jeune : 2 peintures, dont Scène de bataille, dite Charles VIII recevant la couronne de Naples, vers 1585-1590
- Antonio de Bellis : 1 peinture
- Bernardo Bellotto : 1 peinture
- Guido Cagnacci : 1 peinture
- Vincenzo Campi : 1 peinture
- Canaletto : 2 peintures
- Ludovico Carracci : 1 peinture
- Bernardo Cavallino : 1 peinture
- Giorgio de Chirico : 1 peinture
- Corrège : 1 peinture
- Pierre de Cortone : 1 peinture, César remet Cléopâtre sur le trône d'Égypte, vers 1637
- Lorenzo Costa : 1 peinture, La Nativité, vers 1490
- Daniele Crespi : 1 peinture
- Giuseppe Maria Crespi : 1 peinture
- Bernardo Daddi : 2 peintures
- Le Dominiquin : 1 peinture
- Gaudenzio Ferrari : 1 peinture
- Francesco Furini : 1 peinture
- Niccolò di Pietro Gerini : 1 peinture
- Luca Giordano : 4 peintures
- Francesco Guardi : 1 peinture
- Le Guerchin : 3 peintures : Circoncision
- Giovanni Lanfranco : 1 peinture
- Filippo Lippi : 1 peinture
- Alessandro Magnasco : 2 peintures
- Carlo Maratta : 2 peintures
- Amedeo Modigliani : 1 peinture, Nu assis
- Bartolomeo Montagna : 3 peintures
- Giorgio Morandi : 1 peinture
- Palma le Jeune : 1 peinture
- Palma le Vieux : 1 peinture
- Giovanni Paolo Pannini : 1 peinture
- Pérugin : 3 peintures : L'Ascension du Christ en présence de la Vierge et des apôtres, Saint Herculan et Saint Jacques le Majeur et Dieu le Père bénissant parmi les anges
- Francesco di Stefano Pesellino : 1 peinture
- Mattia Preti : 1 peinture
- Guido Reni : 4 peintures
- Salvator Rosa : 1 peinture
- Carlo Saraceni : 1 peinture
- Il Sassoferrato : 2 peintures
- Gino Severini : 1 peinture
- Massimo Stanzione : 1 peinture
- Antonio Tempesta : 1 peinture
- Giandomenico Tiepolo : 1 peinture
- Tintoret : 2 peintures, Danaé (vers 1570) et La Vierge et l'Enfant avec sainte Catherine, saint Augustin, saint Marc et saint Jean-Baptiste (vers 1545-1546)
- Véronèse : 2 peintures, Bethsabée au bain et Moïse sauvé des eaux

### Peinture flamande, hollandaise et allemande
- Jacob Adriaensz. Backer : 1 peinture
- Nicolaes Berchem : 1 peinture
- Gerrit Berckheyde : 1 peinture : La place du Grand Marché à Haarlem vers l'église Saint-Bavon
- Abraham Hendriksz. van Beyeren : 1 peinture
- Pieter van Bloemen : 1 peinture
- Ferdinand Bol : 1 peinture
- Gerard ter Borch : 2 peintures : Femme lisant une lettre
- Balthasar van den Bossche (en) : 1 peinture
- Albrecht Bouts : 1 peinture : Tête de Christ couronné d'épines
- Paul Bril : 1 peinture
- Adriaen Brouwer : 1 peinture
- Jan Brueghel l'Ancien : peintures sur les quatre éléments : L'Air, La Terre, Le Feu, L'Eau
- Cornelis Janssens van Ceulen : 1 peinture
- Joos van Cleve : 1 peinture
- Lucas Cranach l'Ancien : 2 peintures : Portrait d'une noble dame saxonne
- Gaspard de Crayer : 1 peinture
- Gérard David : 1 peinture : La Lignée de sainte Anne
- Abraham van Diepenbeeck : 1 peinture
- Kees van Dongen : 1 peinture
- Karel Dujardin : 1 peinture
- Antoine van Dyck : 2 peintures, dont Deux têtes d'étude
- Max Ernst : 1 peinture
- Frans II Francken : 1 peinture
- Vincent van Gogh : 1 peinture, Femme au châle vert, 1885
- Jan Josephszoon van Goyen : 1 peinture
- Joris van der Haagen : 1 peinture
- Jan Davidsz de Heem : 3 peintures
- Bartholomeus van der Helst : 2 peintures
- Melchior d'Hondecoeter : 1 peinture
- Gerard van Honthorst : 1 peinture
- Jan van Huysum : 3 peintures
- Jacob Jordaens : 4 peintures : Mercure et Argus, L'adoration des bergers, La visitation
- Adriaen van der Kabel : 6 peintures
- Willem Kalf : 1 peinture
- Jan van Kessel : 1 peinture
- Salomon Koninck : 1 peinture
- Gérard de Lairesse : 1 peinture
- Jacob van Loo : 1 peinture : Jeune femme se couchant, dit Le Coucher à l'italienne
- Nicolaes Maes : 1 peinture
- Anton Raphael Mengs : 1 peinture : Portrait du Cardinal Alberico Archinto
- Quentin Metsys : 1 peinture : Vierge à l'Enfant entourée d'anges
- Adam Frans van der Meulen : 1 peinture
- Michiel Jansz van Mierevelt : 2 portraits de femme
- Abraham Mignon : 1 peinture
- Jan Miense Molenaer : 1 peinture
- Joos de Momper : 1 peinture
- Pieter Neefs le Vieux : 1 peinture
- Aernout van der Neer : 1 peinture
- Eglon van der Neer : 1 peinture
- Caspar Netscher : 3 peintures
- Jacob van Oost le Vieux : 2 peintures
- Cornelis Van Poelenburgh : 1 peinture
- Paulus Potter : 1 peinture
- Hans Rottenhammer : 1 peinture
- Rembrandt : 1 peinture : La Lapidation de saint Étienne
- Rubens : 2 peintures : L'Adoration des mages et Saint Dominique et Saint François préservant le monde de la colère du Christ
- Salomon Van Ruysdael : 2 peintures
- Otto Marseus van Schrieck : 1 peinture
- Daniel Seghers : 2 peintures
- Frans Snyders : 1 peinture
- Herman Van Swanevelt : 2 peintures
- David Teniers le Jeune : 2 peintures : Corps de garde avec la délivrance de Saint Pierre
- Theodoor van Thulden : 1 peinture
- Willem van de Velde le jeune : 3 peintures
- Jan Weenix : 1 peinture
- Philips Wouwerman : 1 peinture

### Peinture française
- Antoine Berjon : 7 peintures, dont Fruits et fleurs dans une corbeille d'osier, 1810
- Albert Besnard : L'Amiral Commerell, 1887
- Pierre Bonnard : 5 peintures, dont Fleurs sur une cheminée au Cannet, 1927
- François Boucher : 1 peinture
- Eugène Boudin : 3 peintures, dont Le Port de Trouville
- Sébastien Bourdon : 3 peintures
- Georges Braque : 2 peintures, dont Le violon, 1911
- Bernard Buffet : 1 peinture
- Eugène Carrière : 4 peintures, dont La Famille d'Ernest Chausson
- Paul Cézanne : 1 peinture, Baigneurs
- Marc Chagall : 2 peintures, Le coq, 1947
- Philippe de Champaigne : 3 peintures, dont La Cène
- Nicolas-Toussaint Charlet : 1 peinture, Épisode de la campagne de Russie, 1836
- Théodore Chassériau : 4 peintures, dont Le Christ au Jardin des Oliviers et Cavaliers arabes à la fontaine de Constantine
- Paul Chenavard : nombreuses œuvres, dont La Palingénésie sociale
- Jean-Baptiste Camille Corot : 8 peintures, dont L'Atelier, 1870, et Champ de blé dans le Morvan
- Gustave Courbet : 4 peintures : Les Amants heureux, 1844, La Remise des chevreuils en hiver, v. 1966, La Vague et Portrait de Paul Chenavard, 1869
- Antoine Coypel : 5 peintures
- Noël Coypel : 1 peinture
- Honoré Daumier : 3 peintures, dont Passants et Les deux avocats
- Edgar Degas : 2 peintures : Le Café-concert aux ambassadeursn vers 1887, et Danseuses sur la scène, vers 1889
- Eugène Delacroix : 7 peintures, dont Dernières paroles de l'empereur Marc-Aurèle, 1844, et Femme caressant un perroquet, 1827
- Robert Delaunay : 1 peinture
- Sonia Delaunay : 2 peintures
- Maurice Denis : 12 peintures, dont Jeunes femmes sous la lampe
- André Derain : 7 peintures
- Alexandre-François Desportes : 6 peintures
- Jean Dubuffet : 3 peintures, dont Paysage blond, 1952
- Antoine Duclaux : 3 peintures, dont Halte des artistes lyonnais à l'île Barbe, 1824
- Raoul Dufy : 4 peintures
- Gaspard Dughet : 1 peinture
- Henri Fantin-Latour : 7 peintures, dont La Lecture, 1877
- Hippolyte Flandrin : 13 peintures, dont Jeune Berger assis, 1834, Dante et Virgile aux Enfers, 1835, et Portrait de Madame Oudiné, 1840
- Othon Friesz : 2 peintures
- Eugène Fromentin : 1 peinture
- Paul Gauguin : 1 peinture, Nave Nave Mahana, 1896
- François Gérard : 1 peinture, Corinne au Cap Misène, 1821
- Théodore Géricault : 3 peintures, dont La Monomane de l'envie
- Jean-Léon Gérôme : 1 peinture, La Vérité au fond du puits
- Anne-Louis Girodet-Trioson : 1 peinture, Phèdre et Œnone
- Albert Gleizes : 7 peintures
- François Marius Granet : 2 peintures, dont Le Chœur des Capucins de la place Barberini à Rome
- Jean-Baptiste Greuze : 2 peintures
- Armand Guillaumin : 1 peinture
- Claude Guinet : 1 peinture, Sainte Catherine, 1507
- Jean Auguste Dominique Ingres : 3 peintures, dont L'Odyssée, 1826 et L'Arétin et l'Envoyé de Charles Quint, 1815
- Louis Janmot : 22 peintures, dont le cycle du Poème de l'âme et Fleur des champs, 1845
- Jean Jouvenet : 3 peintures
- Roger de La Fresnaye : 1 peinture
- Nicolas Lancret : 1 peinture
- Nicolas de Largillierre : 1 peinture
- Charles Le Brun : 1 peinture
- Fernand Léger : 2 peintures
- Eustache Le Sueur : 1 peinture
- André Lhote : 1 peinture
- Carle Van Loo : 1 peinture
- Edouard Manet : 5 peintures, dont Marguerite Gauthier-Lathuille
- Albert Marquet : 3 peintures
- André Masson : 1 peinture
- Henri Matisse : 2 peintures
- Jean-François Millet : 1 peinture, Un Officier de marine
- Claude Monet : 4 peintures, dont Mer agitée à Étretat, 1883, et La Tamise à Charing Cross, 1903
- Jean-Baptiste Monnoyer : 7 peintures
- Gustave Moreau : 1 peinture : La chaste Suzanne
- Berthe Morisot : 1 peinture : La Petite Niçoise
- Victor Orsel : 6 peintures, dont Le Bien et le Mal, 1832
- Camille Pissarro : 2 peintures, dont Le Pont Neuf
- Nicolas Poussin : 2 peintures, La Fuite en Égypte et La Mort de Chioné
- Pierre-Paul Prud'hon : 2 peintures, dont Madame Georges Anthony et ses deux fils, 1796
- Pierre Puvis de Chavannes : 8 peintures, dont le décor de l'escalier, Le Bois sacré cher aux arts et aux muses, 1884, et L'Automne, 1864
- Jean Puy : 3 peintures
- Odilon Redon : 3 peintures, dont La Barque rouge
- Nicolas Régnier : 1 peinture
- Pierre Auguste Renoir : 4 peintures, dont Femme jouant de la guitare, 1897
- Jean II Restout : 1 peinture
- Pierre Révoil : 1 peinture, Le Tournoi, 1812
- Fleury François Richard : nombreuses œuvres, dont Le Tasse en prison visité par Montaigne, Comminges et Adélaïde au couvent de la Trappe et Un Chevalier en prière dans une chapelle
- Hyacinthe Rigaud : 3 peintures
- Hubert Robert : 2 peintures
- Georges Rouault : 2 peintures
- Paul Sérusier : 1 peinture, Vierge à l'enfant
- Alfred Sisley : 2 peintures, dont La Seine à Port-Marly
- Nicolas de Staël : 2 peintures
- Jacques Stella : 9 peintures
- Sébastien Stoskopff : 1 peinture
- Pierre Subleyras : 1 peinture
- Jean-François de Troy : 2 peintures
- Maurice Utrillo : 9 peintures
- Suzanne Valadon : 3 peintures, dont Marie Coca et sa fille
- Claude Joseph Vernet : 2 peintures
- Horace Vernet : 1 peinture, Bataille
- Jacques Villon : 1 peinture
- Maurice de Vlaminck : 9 peintures
- Simon Vouet : 5 peintures, La Crucifixion, La Cène, L'Incrédulité de saint Thomas, Psyché et l'amour et Autoportrait
- Edouard Vuillard : 3 peintures, dont La Cheminée aux Clayes

### Peinture espagnole
- El Greco : 1 peinture, Le Partage de la tunique du Christ
- Joan Miró : 1 pastel marouflé sur toile
- Jusepe de Ribera : 1 peinture
- Juan de Valdes Leal : 1 peinture
- Francisco de Zurbarán : 1 peinture, Saint François d'Assise, vers 1650-1660

### Peinture anglaise
- Thomas Lawrence : 1 peinture, Miss Sweeting
- William Wild : 1 peinture

### Artistes du XXe siècle
- Francis Bacon : 2 peintures
- Léonard Foujita : 1 peinture
- Natalia Gontcharova : 1 peinture
- Robert Guinan : ""Portrait de Nelly Breda"", 1973
- Alexi von Jawlensky : 1 peinture
- Wifredo Lam : 2 peintures
- Michel Larionov : 1 peinture
- Pablo Picasso : 6 peintures, dont Femme assise sur la plage, 1937
- Félix Vallotton : 2 peintures
- Maria Elena Vieira da Silva : 3 peintures